# Shake Ya Tailfeather
"Shake Ya Tailfeather" to piosenka trzech raperów: Nelly'ego, P. Diddy'ego oraz Murphy'ego Lee, pochodząca z wydanego w 2003 soundtracku, Bad Boys II. Uplasowała się ona na szczycie notowania Billboard Hot 100, stając się tym samym pierwszym utworem Murphy'ego Lee, trzecim Nelly'ego i czwartym P. Diddy'ego, który zdołał zająć pierwsze miejsce na tej liście. Piosenka ukazała się również na debiutanckim albumie Murphy'ego. 
W 2004 roku piosenka wygrała nagrodę Grammy w kategorii Best Rap Performance by a Duo or Group.